# Napadiwka (rejon chmielnicki)
Napadiwka (ukr. Нападівка) – wieś na Ukrainie, w obwodzie winnickim, w rejonie chmielnickim, w hromadzie Kalinówka. W 2001 liczyła 395 mieszkańców, spośród których 391 wskazało jako ojczysty język ukraiński, a 4 rosyjski.